# Rustia simpsonii
Rustia simpsonii är en måreväxtart som beskrevs av Piero G. Delprete. Rustia simpsonii ingår i släktet Rustia och familjen måreväxter. Inga underarter finns listade i Catalogue of Life.